# Mirifica variata
Mirifica variata là một loài bướm đêm trong họ Geometridae.